# 이동수 (야구인)
이동수(李東洙, 1973년 3월 24일 ~ )는 전 KBO 리그 삼성 라이온즈의 내야수이다.

## 선수 시절

### 삼성 라이온즈시절
경상북도 영천군 (現:영천시) 출신으로 대구고등학교를 졸업하고 투수 곽채진과 함께 1992년 연고 우선 지명을 받아 삼성 라이온즈에 입단하였다. 1군에는 1994년부터 올라왔고 김한수가 방위 복무를 병행하게 되자 주전 3루수로 125경기에 출장한 1995년에 2할대 타율, 22홈런, 81타점으로 신인왕을 수상하였다. 그 해 김상호에 이어 홈런 2위도 기록하였다. 그러나 그가 100경기 이상 소화한 해는 신인왕을 차지한 그 해가 처음이자 마지막이었다. 1995년 겨울, 길었던 2군 시절 은사였던 2군 감독 김충이 2년 계약  종료로 팀을 떠나자 심리적으로 흔들리기 시작했고, 때맞춰 잠시 자리를 내주었던 3루수 김한수가 방위 복무를 마치고 돌아오자 3루 수비에서 실책을 남발했다. 결국 주전 자리에서 밀리자 경기에 출전하는 것 자체가 쉽지 않았다.
아울러, 원래 포지션인 1루수 자리에는 이승엽이, 지명 타자 자리는 이만수가 버티고 있어서 그는 하루 건너 한 번쯤 대타로 나왔다.

### 롯데 자이언츠시절
끝내 전성기의 모습을 보이지 못하고 백업으로 전락하다가 1997년 6월 27일 투수 박석진과 함께 롯데 자이언츠에 트레이드되었다.

### 쌍방울 레이더스시절
이후 부상으로 별 활약을 못 보여 주다가 1998년 6월 5일 쌍방울로 내야수 박계원과 함께 또다시 트레이드되었다. 김성근이 감독일 당시 밑에서 조금씩 자리를 잡다가 선수단이 SK 와이번스로 인계되어 SK 와이번스 소속이 되었다.

### SK 와이번스시절
2000년, 주로 지명타자와 1루수로 출전했고, 96경기를 소화하며 나쁘지 않은 성적을 기록하였다.

### KIA 타이거즈시절
SK의 1루 경쟁자인 추성건 이호준 외에 김경기의 등장으로 설 자리를 잃은 데다 강혁의 가세로 2군생활을 전전했었다. 2001년 시즌 도중 투수 가내영과 함께 KIA 타이거즈로 트레이드됐다.

### 두산 베어스시절
2003년 시즌 중 두산 외야수 김원섭을 상대로 트레이드되었고, 시즌 후 두산에서 방출되어 현역에서 완전히 물러났다.

## 야구선수 은퇴 후
은퇴 후 고향으로 돌아가 2007년부터 2012년까지 대구방송의 프로 야구 라디오 중계의 해설 위원으로 활동했다. 이후 2017년에 SK 와이번스의 2군 타격코치로 활동했다.